# Берт (округ)
Берт (англ. Burt County) — округ в штате Небраска, США. Административный центр округа — город Текейма. По данным переписи за 2010 год число жителей округа составляло 6858 человек.
Округ находится на восточной границе штата с Айовой. В системе автомобильных номеров Небраски округ Берт имеет префикс 31.
Округ образован в 1854 году, название получил в честь первого губернатора Небраски Фрэнсиса Берта.

## Население
| Год переписи | Нас.  |  | %±     |
| ------------ | ----- |  | ------ |
| 1860         | 388   |  | —      |
| 1870         | 2847  |  | 633,8% |
| 1880         | 6937  |  | 143,7% |
| 1890         | 11609 |  | 67,3%  |
| 1900         | 13040 |  | 12,3%  |
| 1910         | 12726 |  | −2,4%  |
| 1920         | 12559 |  | −1,3%  |
| 1930         | 13069 |  | 4,1%   |
| 1940         | 12546 |  | −4%    |
| 1950         | 11536 |  | −8,1%  |
| 1960         | 10192 |  | −11,7% |
| 1970         | 9247  |  | −9,3%  |
| 1980         | 8813  |  | −4,7%  |
| 1990         | 7868  |  | −10,7% |
| 2000         | 7791  |  | −1%    |
| 2010         | 6858  |  | −12%   |
| 2016         | 6546  |  | −4,5%  |

В 2010 году на территории округа проживало 6858 человек (из них 49,0 % мужчин и 51,0 % женщин), насчитывалось 2906 домашних хозяйства и 1958 семей. Расовый состав: белые — 95,9 %, афроамериканцы — 0,4 %, коренные американцы — 1,7 % и представители двух и более рас — 1,2 %. 1,8 % населения были латиноамериканцами.
Население округа по возрастному диапазону по данным переписи 2010 года распределилось следующим образом: 22,5 % — жители младше 18 лет, 2,5 % — между 18 и 21 годами, 51,9 % — от 21 до 65 лет и 23,1 % — в возрасте 65 лет и старше. Средний возраст населения — 47,1 лет. На каждые 100 женщин в Берте приходилось 96,1 мужчин, при этом на 100 совершеннолетних женщин приходилось уже 93,2 мужчины сопоставимого возраста.
Из 2906 домашних хозяйств 67,4 % представляли собой семьи: 57,2 % совместно проживающих супружеских пар (17,6 % с детьми младше 18 лет); 6,2 % — женщины, проживающие без мужей и 4,0 % — мужчины, проживающие без жён. 32,6 % не имели семьи. В среднем домашнее хозяйство ведут 2,32 человека, а средний размер семьи — 2,82 человека. В одиночестве проживали 28,9 % населения, 16,4 % составляли одинокие пожилые люди (старше 65 лет).

## Экономика
В 2015 году из 5269 трудоспособных жителей старше 16 лет имели работу 2997 человек. В 2014 году медианный доход на семью оценивался в 62 091 $, на домашнее хозяйство — в 47 137 $. Доход на душу населения — 24 613 $. 7,1 % от всего числа семей в Берте и 10,0 % от всей численности населения находилось на момент переписи за чертой бедности.